# ばらいろポップ
『ばらいろポップ』は、SINGER SONGERが2005年6月29日にSPEEDSTAR RECORDS（Victor Entertainment）からリリースしたアルバムである。

## 概要
SINGER SONGERとしての、最初のアルバムである。SINGER SONGERは2005年を最後にバンドとしての活動を休止しているため、現在に至るまでSINGER SONGER唯一のアルバムとなっている。
こっこちゃんとしげるくん名義でリリースされたシングル「SING A SONG 〜NO MUSIC, NO LOVE LIFE〜」と1枚目のシングル「初花凛々」を収録。「雨のララバイ」は、SINGER SONGERの楽曲で唯一の、Cocco以外の作詞・作曲担当曲である。
2007年にSPEEDSTAR RECORDSの15周年企画である「SPEEDSTAR MASTERPIECES」の一環で、期間限定特別価格盤として再発された。

## 収録曲
（全作詞・作曲：Cocco（特記以外） / 編曲：SINGER SONGER）
1. SING A SONG 〜NO MUSIC, NO LOVE LIFE〜 (Album Edit) [4:47]
  - 「こっこちゃんとしげるくん」名義で発売したシングル。間奏などがシングルより短くなっている。
2. ロマンチックモード [4:46]
3. 雨のララバイ [3:41]
  - 作詞・作曲：岸田繁
4. 雨降り星 [4:08]
5. Home [3:36]
  - 映画『彩恋 SAI-REN』挿入歌。
6. Millions of Kiss [4:51]
7. Come on you [3:14]
8. オアシス [5:05]
  - 井上哲央監督によるPVが作成された。ライブアルバム『Cocco 20周年記念 Special Live at 日本武道館 2days ～一の巻×二の巻～』には、2017年7月14日（二の巻）のライブバージョンが収録されている。
9. Baby, tonight [2:42]
10. 初花凛々 [3:49]
  - 映画『彩恋 SAI-REN』挿入歌。SINGER SONGER名義での初シングルである。PV監督は直。ただし、イントロにアコースティックギターの演奏が追加されており、シングルとは別のバージョンになっている。

## クレジット
SING A SONG 〜NO MUSIC, NO LOVE LIFE〜 (Album Edit)
- SINGER SONGER
  - Cocco：Vocal
  - 岸田繁：Guitar, Bouzouki, Background Vocal
  - 堀江博久：Accordion, Background Vocal
  - 佐藤征史：Bass, Background Vocal
  - 臺太郎：Drums, Shaker, Background Vocal
- 太田惠資：Fiddle
- Recorded & Mixed by Eiji "Q" Makino (牧野英司)

ロマンチックモード
- SINGER SONGER
  - Cocco：Vocal
  - 岸田繁：Guitars, Bouzouki, Background Vocal
  - 堀江博久：Organ
  - 佐藤征史：Bass, Background Vocal
  - 臺太郎：Drums
- Recorded by 星野誠, 浦本雅史
- Mixed by 浦本雅史

雨のララバイ
- SINGER SONGER
  - Cocco：Vocal
  - 岸田繁：Guitar
  - 堀江博久：Organ
  - 佐藤征史：Bass
  - 臺太郎：Drums
- Recorded by 星野誠
- Mixed by 高山徹

雨降り星
- SINGER SONGER
  - Cocco：Vocal
  - 岸田繁：Guitar, Banjo, Background Vocal
  - 堀江博久：Piano, Background Vocal
  - 佐藤征史：Bass, Background Vocal
  - 臺太郎：Drums, Shaker, Tambourine, Background Vocal
- Recorded by 星野誠, 浦本雅史
- Mixed by 高山徹

Home
- SINGER SONGER
  - Cocco：Vocal
  - 堀江博久：Piano, Celesta
  - 佐藤征史：Upright Bass
- Recorded by 星野誠, 浦本雅史
- Mixed by 浦本雅史

Millions of Kiss
- SINGER SONGER
  - Cocco：Vocal, Recorder
  - 岸田繁：Guitars
  - 堀江博久：Piano, Organ, Pianorgan, Solina, Rhodes
  - 佐藤征史：Bass
  - 臺太郎：Drums
- Recorded by 星野誠, 浦本雅史
- Mixed by 浦本雅史

Come on you
- SINGER SONGER
  - Cocco：Vocal
  - 岸田繁：Guitars, Background Vocal
  - 堀江博久：Clavinet, Solina, Background Vocal
  - 佐藤征史：Bass, Background Vocal
  - 臺太郎：Drums, Gong, Background Vocal
- Recorded by 星野誠, 浦本雅史
- Mixed by 浦本雅史

オアシス
- SINGER SONGER
  - Cocco：Vocal
  - 岸田繁：Guitars, Harmonica
  - 堀江博久：Piano, Organ, Solina
  - 佐藤征史：Bass
  - 臺太郎：Drums
- 渡辺等：Cello
- Additional Strings Arrangement：渡辺等
- Recorded by 星野誠, 浦本雅史, 宮崎洋一
- Mixed by 高山徹

Baby, tonight
- SINGER SONGER
  - Cocco：Vocal
  - 堀江博久：Piano
- Recorded by 星野誠
- Mixed by 浦本雅史

初花凛々
- SINGER SONGER
  - Cocco：Vocal
  - 岸田繁：Guitars, Synth, Glockenspiel, Background Vocal
  - 堀江博久：Piano, Synth, Background Vocal
  - 佐藤征史：Bass, Background Vocal
  - 臺太郎：Drums, Tambourine
- Recorded by 星野誠, 浦本雅史, 宮崎洋一, 高山徹
- Mixed by 高山徹
- Recorded at Innig Recording Hostelry, Aobadai Studio, Victor Studio
- Mixed at Aobadai Studio, Victor Studio
- Assisted by 林可奈子, 浦本雅史, 桑野貴充, 高須寛光, 宮崎洋一
- Drum Technician：Tohru Takesue
- Mastered by 小鐵徹 (at JVC Mastering Center)